# Adolf Grugger
Adolf Grugger (* 11. Jänner 1975) ist ein ehemaliger österreichischer Skispringer.

## Werdegang
Grugger startete ab 1992 im Continental Cup (COC). Bereits in seiner ersten Saison erzielte er dabei 12 COC-Punkte und beendete die Saison 1992/93 damit auf dem 59. Platz in der Gesamtwertung. In der Saison 1993/94 erreichte er insgesamt 407 Punkte und beendete die Saison auf dem siebenten Platz in der COC-Gesamtwertung. Durch diese guten Leistungen wurde er 1994 in den Kader für den Skisprung-Weltcup aufgenommen. Am 4. Jänner 1994 bestritt er sein erstes Weltcup-Springen in Innsbruck und konnte mit Platz 29 bereits in diesem Springen seine ersten zwei Weltcup-Punkte gewinnen. Grugger gehörte jedoch weiterhin nur zum Continental-Cup-Kader und sprang bis 1997 nur bei Springen in Österreich im Weltcup. Am 22. März 1997 konnte er bei seinem einzigen Weltcup außerhalb Österreichs beim Skifliegen in Planica mit Platz 29 erneut Weltcup-Punkte erreichen und beendete die Weltcup-Saison 1996/97 damit auf Platz 99 der Gesamtwertung. Am 6. Jänner 1998 sprang er in Bischofshofen letztmals im Weltcup. Dabei erreichte er auf der Großschanze den 41. Platz. Grugger sprang anschließend noch zwei Jahre im Continental Cup und beendete 1999 seine aktive Skisprungkarriere, da er auch dort weitgehend erfolglos blieb.

## Statistik

### Weltcup-Platzierungen
| Saison  | Platz | Punkte |
| ------- | ----- | ------ |
| 1996/97 | 99.   | 002    |

### Grand-Prix-Platzierungen
| Saison | Platz | Punkte |
| ------ | ----- | ------ |
| 1994   | 48.   | 179    |
| 1995   | 70.   | 088    |